# Leylâ Saz

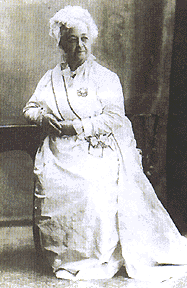
Leylâ Saz (um 1900)

Leylâ Saz (auch Leila Hanım oder Leila Hanoum; * 1850 in Istanbul; † 6. Dezember 1936 ebenda) war eine türkische Komponistin.
Leylâ Saz erhielt eine Ausbildung in traditioneller türkischer und europäischer Musik und im Klavierspiel. Sie lebte als Dichterin und Komponistin in Istanbul. Sie komponierte über zweihundert Instrumental- und Vokalwerke im Stil traditioneller türkischer Kunstmusik, die aber von der europäischen Musik beeinflusst sind und gehört damit zu den Wegbereitern der modernen türkischen Musik.